# Dolní Jablonná
Dolní Jablonná (do roku 1948 Německá Jablonná, německy Deutsch Gablenz) je místní část města Přibyslavi, ležící od něj 2 km jižně v nadmořské výšce 487 m n. m. Rozkládá se v údolí na potoku Bystřice který ústí do Sázavy. Rozprostírá se mezi třemi vrcholy. Prvním je vrch U Božích muk (562 m n. m.) a na jihu Kobylský vrch (561 m n. m.) a třetím vrch Borovina (526 m n. m.).

## Historie
První zmínka je z roku 1356. Tehdy byla značena jako Gablans Theutunicate. V 17. století je vedena jako Německá Jablonná (Niemeczka Jablon nebo Niemeczka Jablonna). Od roku 1787 má již německou variantu jména Deutch Gablenz nebo Německý Gablon. Až v roce 1945 je přejmenována na Dolní Jablonnou. Po rok 1843 spadá původní obec do polenského panství.

## Obyvatelstvo

### Struktura
Vývoj počtu obyvatel za část obce Dolní Jablonná uvádí tabulka níže.
| Rok            | Rok      | 1869 | 1880 | 1890 | 1900 | 1910 | 1921 | 1930 | 1950 | 1961 | 1970 | 1980 | 1991 | 2001 | 2011 |
| -------------- | -------- | ---- | ---- | ---- | ---- | ---- | ---- | ---- | ---- | ---- | ---- | ---- | ---- | ---- | ---- |
| Dolní Jablonná | obyvatel | 168  | 188  | 173  | 146  | 158  | 160  | 140  | 114  | 116  | 110  | 106  | 99   | 101  | 99   |
| Dolní Jablonná | domů     | 30   | 33   | 34   | 36   | 38   | 39   | 40   | 44   | 39   | 39   | 35   | 40   | 41   | 41   |

## Pamětihodnosti
- pomník obětem první světové války
- dřevěná zvonička

## Další fotografie

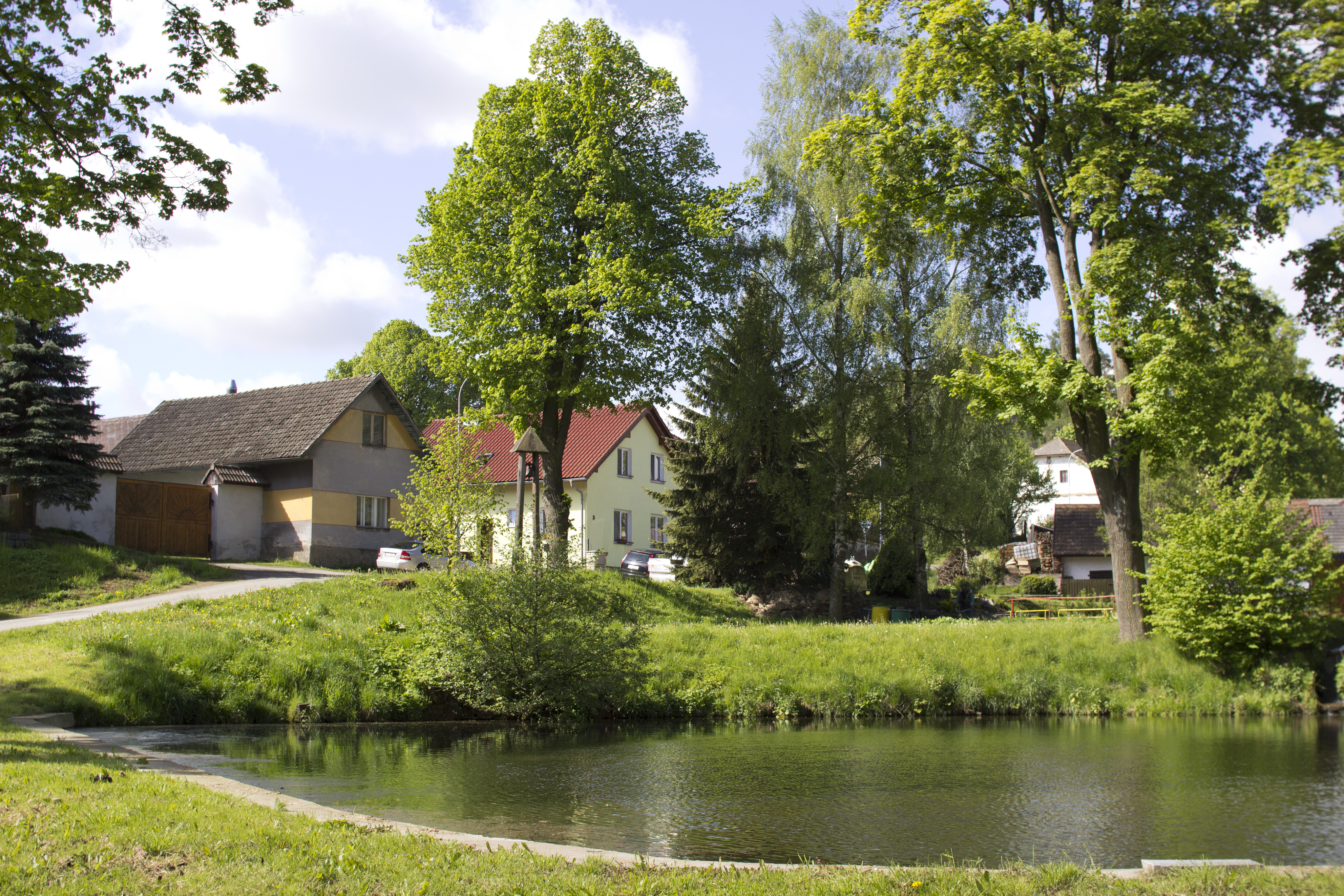
Návesní rybník
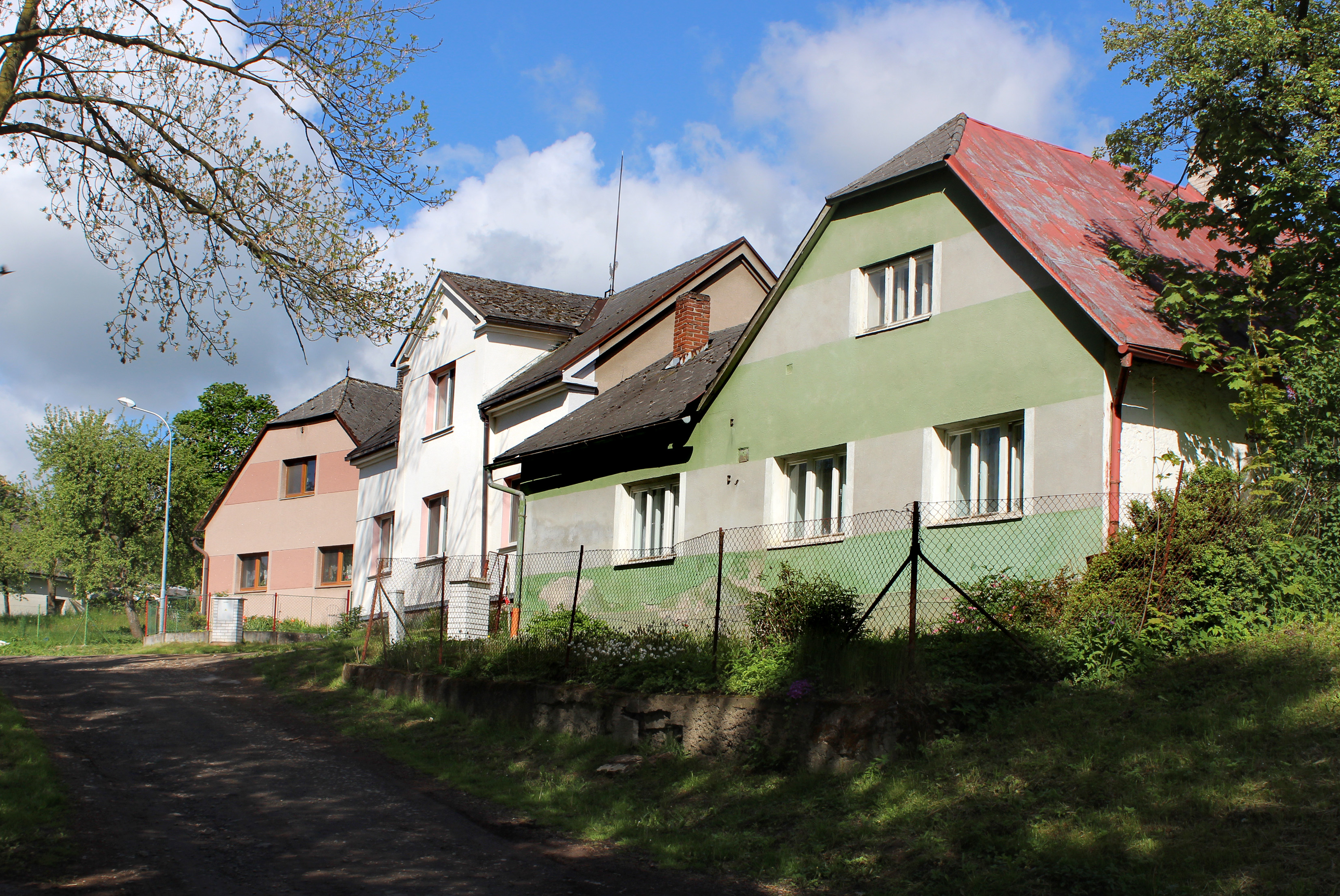
Domky nad návsí
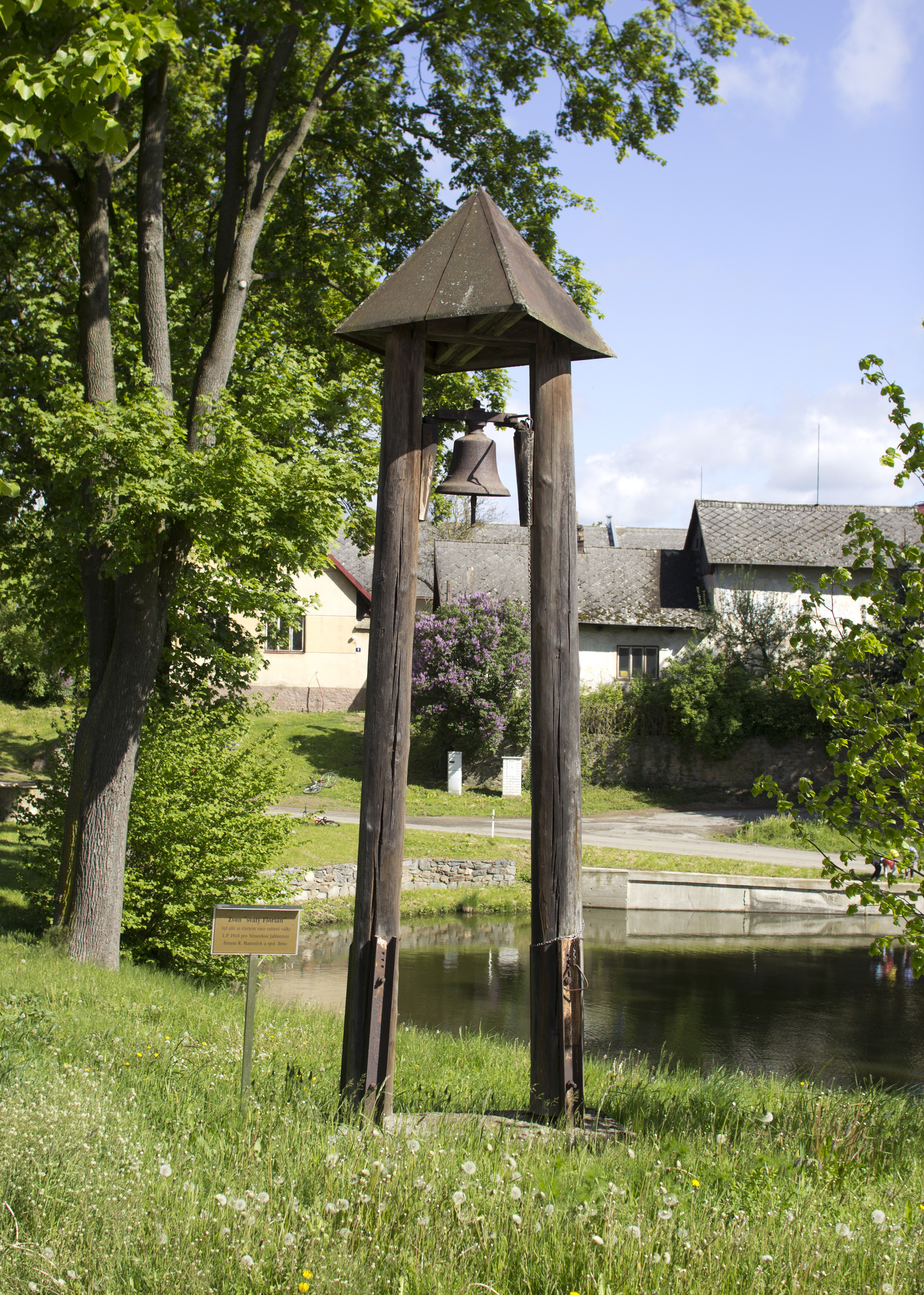
Zvonička u rybníka
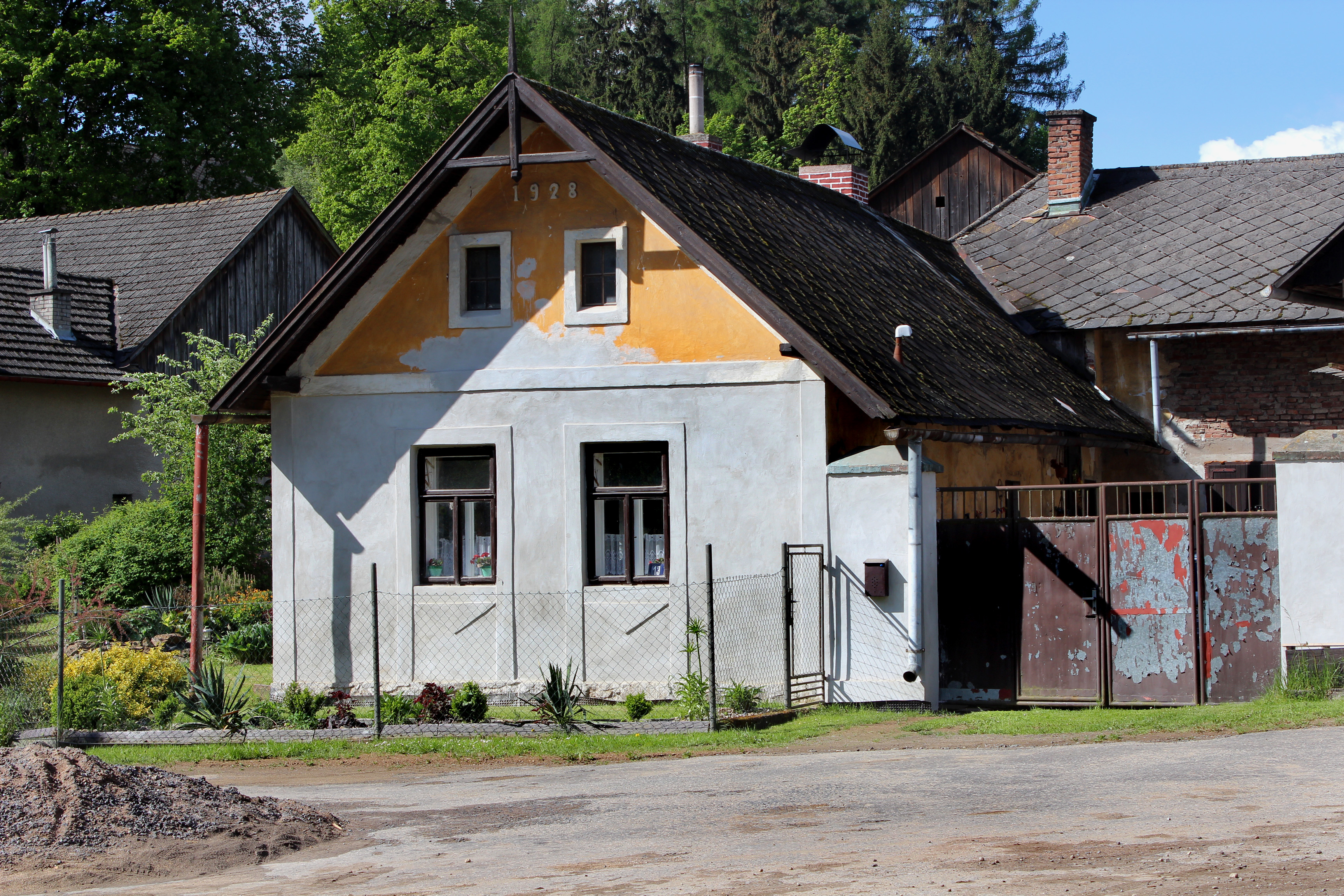
Domek u rybníka